# Gio Wiederhold
Giovanni Corrado Melchiore Wiederhold, dit Gio Wiederhold, né le 24 juin 1936 à Varèse en Italie et mort le 26 décembre 2022, est un professeur émérite d'informatique américain de l'Université Stanford.
Sa recherche concerne principalement la conception de larges systèmes d'information, leur évolution et la protection de leur contenu, en utilisant souvent des méthodes d'intelligence artificielle. Il est l'auteur et coauteur de plus de 400 articles publiés et fut éditeur en chef de l'ACM ainsi que directeur de programme au DARPA. Entre 1991 et 1994, il initia le programme  DARPA I3.
Son article révolutionnaire en interopérabilité sémantique des données est à l'origine de l'architecture orientée services moderne et du succès d'XML.